# Caecilius Statius
Sauf précision contraire, les dates de cet article sont sous-entendues « avant l'ère commune » (AEC), c'est-à-dire « avant Jésus-Christ ».
Caecilius Statius (v. 230 – v. 168 av. J.-C.) est un poète et un dramaturge latin de la fin du IIIe et du début du IIe siècle av. J.-C.
Il est le premier auteur de latin d'origine gauloise. Il s'est spécialisé, comme Plaute avant lui, dans le genre de la fabula palliata, style de comédie d'inspiration grecque.
Accueillies initialement avec froideur, ses œuvres furent portées ensuite au succès par l'impresario théâtral Lucius Ambiuius Turpio et atteignirent ainsi une grande renommée. Des œuvres de Caecilius Statius, il reste 42 titres et divers fragments pour un total d'environ 280 vers.
Par la langue et le style, son théâtre est resté proche de celui de Plaute, mais il témoigne de la pénétration progressive de la culture hellénistique à Rome, en laissant les titres des originaux grecs qui servaient à l'élaboration de ses œuvres et en mettant en évidence les prémices d'un idéal qui, grâce à l'influence de stoïcisme et à l'action du cercle des Scipions, prendra par la suite le nom d’humanitas. L'œuvre de Caecilius a été diversement accueillie par les auteurs antiques qui virent en lui parfois un des meilleurs dramaturges de la littérature latine et parfois un mauvais exemple de style. La critique actuelle, fortement limitée par la rareté des fragments d'œuvres disponibles, tend néanmoins à souligner l'importance de son rôle dans le passage de la fabula palliata de Plaute à celle de Térence, annonçant le début d'une nouvelle phase dans l'hellénisation de la littérature latine.

## Biographie

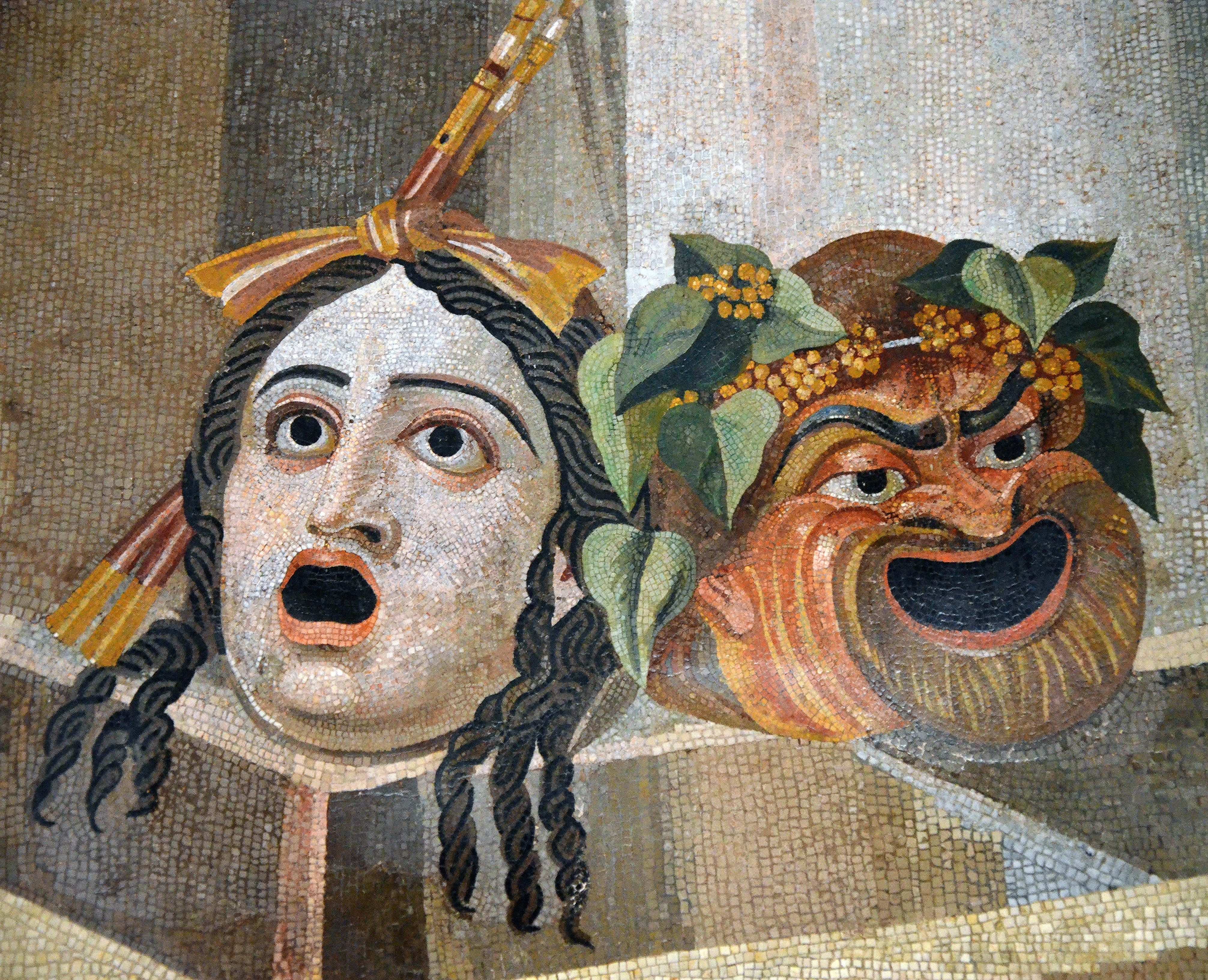
Mosaïque romain du représentant le masque théâtral de la tragédie et comédie(Rome, Musei Capitolini).

Caecilius Statius est né vers l'an 230 dans le territoire des Insubres, probablement à Mediolanum, selon des témoignages anonymes rapportés par Jérôme de Stridon dans ses Chroniques : 

« On sait que Caecilius Stratius, célèbre auteur de comédies était gaulois, insubre de naissance et ami d'Ennius. Certains pensent qu'il était de Milan. Il mourut l'année qui suivit la mort d'Ennius et il fut enterré près du Janicule »

 (« Statius Caecilius comoediarum scriptor clarus habetur natione Insuber Gallus et Enni primum contubernalis. Quidam Mediolanensem ferunt. Mortus est anno post mortem Enni et iuxta Ianiculum sepultus. »)
Il fut fait prisonnier au cours des guerres entre les Celtes et les Romains, probablement après la bataille de Clastidium (222) et 219, et fut emmené à Rome comme esclave, selon le témoignage d'Aulu-Gelle, qui écrit dans ses Nuits Attiques : « Caecilius était un esclave et prit le cognomen de Statius » (« [Caecilius] seruus fuit et propterea nomen habuit Statius. »).
Il est néanmoins impossible d'affirmer si les écrits d'Aulu-Gelle reflètent la vérité ou si elles sont une simple déduction du fait que le cognomen de Statius, dont la signification littérale est « attendant », était souvent attribué aux esclaves.
De la gens qu'il intégra, Statius tira le nomen de Caecilius.
On a peu d'informations sur sa vie. Il se dédia exclusivement à la composition de la « palliata », mais l'accueil de ses compositions fut d'abord plutôt réservé à une époque où Plaute était au sommet de sa célébrité avec ses comédies.
Le public romain friand des farces truculentes du théâtre de Plaute ne pouvait pleinement apprécier les pièces de Caecilius Statius, plus attentif à la psychologie des personnages et à une intrigue plus réaliste de la mise en scène .
Toutefois, l'organisateur de spectacles Lucius Ambiuius Turpio, qui avait acheté ses œuvres et qui avait la charge de les présenter, réussit finalement à les faire jouer et les mener au succès.
Dans le prologue d’Hecyra de Térence, Turpion, qui joue lui-même le rôle du prologue, racontait les péripéties du début de carrière de Caecilius, en les comparant à celles qu'il avait vécues par la suite pour porter au succès les œuvres de Térence :
| « Orator ad vos venio ornatu prologi : sinite exorator sim <eo>dem ut iure uti senem liceat quo iure sum usus adulescentior, novas qui exactas feci ut inveterascerent, ne cum poeta scriptura evanesceret. in is quas primum Caecili didici novas partim sum earum exactu', partim vix steti. quia scibam dubiam fortunam esse scaenicam, spe incerta certum mihi laborem sustuli, <ea>sdem agere coepi ut ab eodem alias discerem novas, studiose ne illum ab studio abducerem. perfeci ut spectarentur : ubi sunt cognitae, placitae sunt. ita poetam restitui in locum prope iam remmotum iniuria advorsarium ab studio atque ab labore atque arte musica. quod si scripturam sprevissem in praesentia et in deterrendo voluissem operam sumere, ut in otio esset potiu' quam in negotio, deterruissem facile ne alias scriberet. » | « C'est comme avocat que je me présente à vous sous ce costume de Prologue. Faites-moi gagner ma cause, et permettez-moi d'user dans ma vieillesse du même privilège qu'au temps de ma jeunesse, où je fis vieillir sur la scène des pièces proscrites à leur naissance, empêchant l'œuvre écrite de disparaître avec son auteur. Parmi les pièces de Caecilius que je montais pour la première fois, les unes tombèrent, les autres eurent grand' peine à se maintenir. Mais je savais qu'au théâtre la fortune est changeante, et l'incertitude de l'espérance ne m'a point fait reculer devant la certitude du labeur. Je remontai donc les mêmes pièces avec le plus grand soin, afin d'en obtenir d'autres du même auteur, qui, sans cela, se fût découragé d'écrire. Je réussis à les faire entendre ; une fois connues, elles furent goûtées. Je pus ainsi rendre sa place à un poète que la malice de ses ennemis avait presque rebuté de l'étude, du travail et de l'art dramatique. Si j'avais alors dédaigné ses ouvrages, si j'avais voulu m'appliquer à le décourager et l'engager à ne plus rien faire au lieu de produire, je l'aurais facilement détourné d'écrire d'autres pièces.. » |

L’apogée du succès est atteint vers l'an 179 av. J.-C., après la mort de Plaute en 184 av. J.-C.. Caecilius se lia d'amitié avec le poète et dramaturge Ennius, avec lequel il a été à la tête du collegium scribarum histrionumque, une sorte de syndicat fondé en 207 à la suite de la composition de l’hymne à Iuno Regina par Livius Andronicus. Cette association réunissait les acteurs et auteurs des représentations dramatiques présents à Rome à l'époque .
L'anecdote rapportée par Suétone dans sa Vita Terentii, qui fait un lien direct entre l'activité de Térence et la personne de Caecilius, est à prendre avec réserve
| « Scripsit comoedias sex, ex quibus primam Andriam cum aedilibus daret, iussus ante Caecilio recitare, ad cenantem cum venisset, dictus est initium quidem fabulae, quod erat contemptiore vestitu, subsellio iuxta lectulum residens legisse, post paucos vero versus invitatus ut accumberet cenasse una, dein cetera percucurrisse non sine magna Caecilii admiratione. » | « [Térence] a écrit six comédies. Parmi celles-ci, quand il présenta au public la première Andria, comme on lui avait imposé de la réciter d'abord à Caecilius il se rendit à son domicile pendant son repas et l'on raconte qu'il lui lut le début de sa comédie assis sur un tabouret près du triclinium car il était vêtu d'un habit usagé. Mais après quelques vers il fut invité à prendre place et à déjeuner avec lui. Il lut donc tout le reste à l'admiration de Caecilius » . |

Selon le témoignage de saint Jérôme, Caecilius est mort en 168, une année après Ennius, mais si l'on devait se fier à l'anecdote de Suétone la date devrait être reportée au moins à l'an 166 car l'Andria a été représentée pour la première fois cette année-là,. Le dramaturge a été enterré à proximité du Janicule.

## Œuvres
Le très grand succès que les comédies de Plaute recueillaient auprès du peuple romain contribua à créer une émulation pour le genre comique et certaine aversion pour la tragédie. Plaute avait défini un standard difficilement atteignable par les auteurs de comédies qui lui succédèrent, souvent en concurrence entre eux, ils essayaient d'atteindre le niveau de Plaute « sur le même terrain », ou cherchaient de nouvelles voies afin de parvenir au succès.
C'est dans ce contexte que se situe l'œuvre littéraire de Caecilius Statius qui en se cimentant dans le genre palliata comme Plaute, introduisit des importantes innovations.

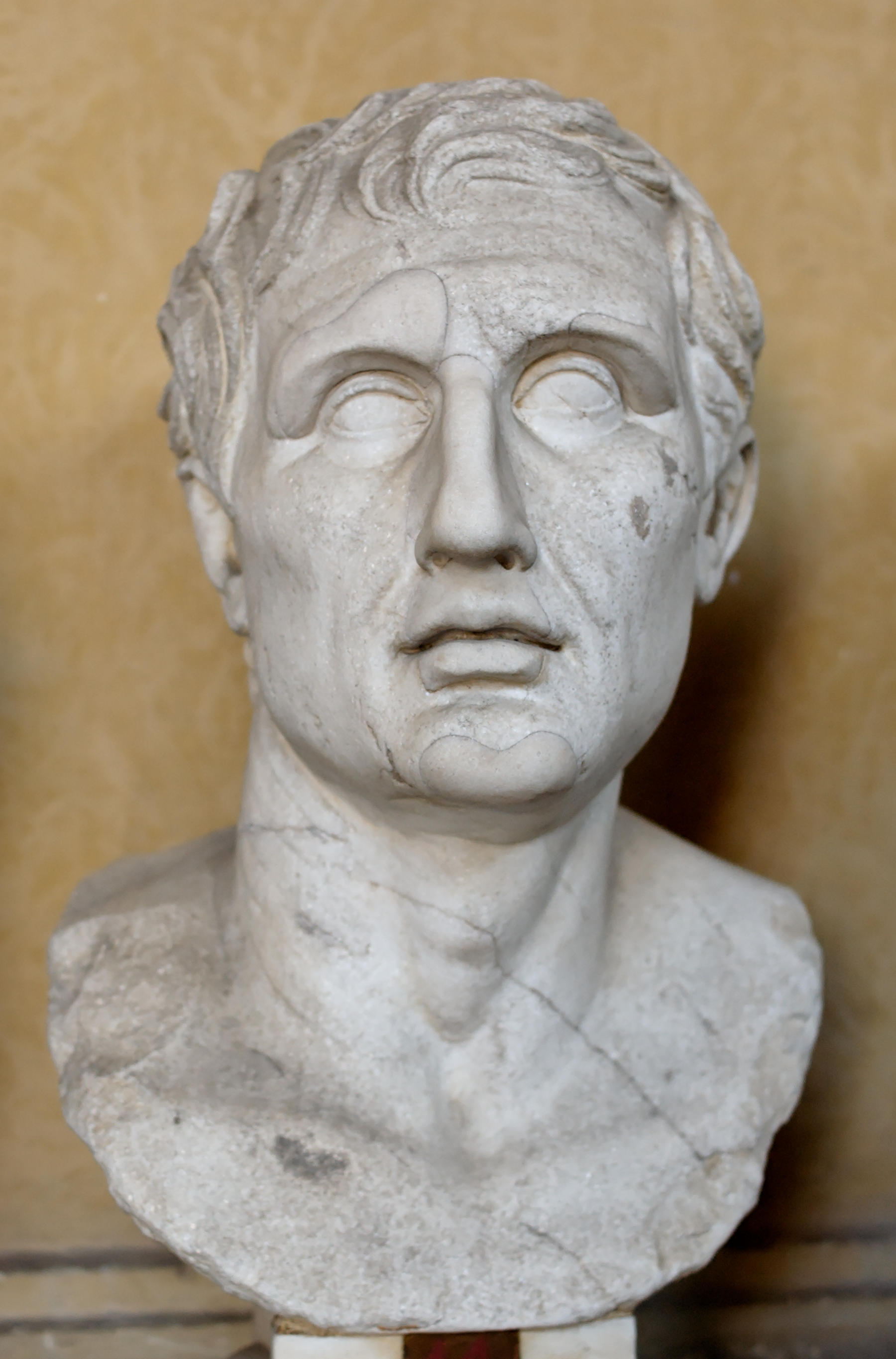
Copie romaine en marbre d'un buste grec de Ménandre, (Musée Chiaramonti).

Caecilius Statius a laissé une vaste œuvre de laquelle nous sont parvenues peu de témoignages écrits et seuls des fragments comportant environ 280 vers nous sont parvenues.
Nous connaissons les titres de quarante-deux palliate : Aethrio, Andrea, Androgynos, Asotus, Chalcia, Chrysion, Dardanus, Davos, Demandati, Ephesio, Epicleros, Epistathmos, Epistola, Ex hautu hestos, Exul, Fallacia, Gamos, Harpazomene, Hymnis, Hypobolimaeus sive Subditivos, Hypobolimaeus Chaerestratus, Hypobolimaeus Rastraria, Hypobolimaeus Aeschinus, Imbrii, Karine, Meretrix, Nauclerus, Nothus Nicasio, Obolostates sive Faenerator, Pausimachus, Philomena, Plocium, Polumeni, Portitor, Progamos, Pugil, Symbolum, Synaristosae, Synephebi, Syracusii, Titthe et Triumphus.

## Technique littéraire
Dans le domaine technique, l'œuvre de Caecilius Statius détermine un significatif virage dans l'histoire de la littérature latine et du Théâtre latin qui rencontrait de gros problèmes littéraires avec les originaux grecs:. Naevius et Plaute avaient traduit les originaux grecs avec une certaine désinvolture en latinisant les titres, dénaturant la trame en insérant des faits d'actualité et optant pour les coutumes romaines.
Caecilius opta pour une plus grande fidélité envers les écrits originaux desquels dans la plupart des cas il ne traduisit pas les titres, témoignant de fait d'une progressive hellénisation de la culture romaine,
Dans ses œuvres on constate la présence de la seule Rastraria et la limitation de titres avec la forme indigène -aria, très fréquente chez Nevius et Plaute.
Varron, a assigné à Caecilius Statius la palme in argumentis, c'est-à-dire pour les trames.
Il est probable que l'auteur ne fasse pas usage comme ses contemporains du contaminatio, une figure de style qui enrichissait la comédie et permettait de présenter un plus grand nombre de situations comiques mais qui en même temps affaiblissait la trame,. .
Cette interprétation est confirmée par le fait que Caecilius Statius n'est pas cité dans la liste des auteurs qui ont fait usage du contaminatio, liste inscrite dans l'Andria de Térence, sur laquelle figurent Naevius, Plaute et Ennius.
Le modèle principal duquel Caecilius Statius s'inspira pour traduire ses œuvres est la comédie grecque de l'époque hellénistique Ménandre : on peut lui attribuer seize parmi les quarante-deux titres connus . Cicéron cita dans plusieurs des œuvres de Caecilius Statius et Térence comme traducteurs de Ménandre,, et Aulu Gelle dans ses Noctes Atticae fit une comparaison entre certains pas de Plocium de Caecilius Statius et l'original de Ménandre.
Au niveau métrique, Caecilius Statius employa surtout le sénaire iambique, déjà particulièrement diffus dans les œuvres des dramaturges précédents et du septénaire trochaïque; 
Néanmoins son œuvre comporte aussi des parties chantées les cantica, polymétriques au rythme vivace semblables aux cantica déjà utilisés par Plaute.
Au niveau de la rhétorique, on trouve les figures typiques de l'époque pré littéraire latine et de toute l'histoire de la littérature archaïque latine (240 - 78 av. J.- C.), comme l'allitération, et l'’’omoteleutus’’ ,; Dans les fragments on trouve des figures figures étymologiques et des accumulations synonymiques,.

Au niveau du style, l'œuvre de Caecilius Statius a tiré son inspiration de celle de Plaute. En effet les situations comiques et les échanges verbaux salaces, grossiers et vulgaires sont nombreux, comme attesté par le passage suivant de Plocium:

« Celui qui ne peut cacher et supporter sa peine est vraiment
 misérable : ainsi me rend mon épouse avec sa laideur et sa conduite ;
 même si je me tais je laisse tout de même paraître ma peine.
 Elle qui, hormis sa dot possède tout ce que tu ne voudrais pas avoir :
 Celui qui aura, apprendra par moi, que comme un prisonnier auprès d'ennemis
bien que je sois un homme libre, je suis en esclavage, 
bien que la ville et la forteresse soient sauvées. 
Elle qui me prive de tout ce qui me plait. Tu veux que je sois sauf?
 Tandis que je suis la bouche bée dans l'attente de sa mort,
 je vis comme un mort parmi les vivants.
 Celle-là dit que je la trompais cachement avec mon ancelle, 
elle m'accuse de cela et m'a étourdi en pleurant, priant, insistant,
 et me reprochant de l'avoir  vendue ;
 maintenant, je crois qu'elle fait ces bavardages avec ses amies et parents :
 « qui parmi vous encore dans la fleur de l'âge a eu comme moi 
maintenant âgée à prendre la même disposition, 
c'est-à-dire priver mon mari de son maîtresse? » .
 Ceux-ci constitueront aujourd'hui le centre des potins 
et moi malheureux, je suis terrassé par les bavardages. »

— Plocium, vv. 143-157 Ribbeck; traduction française adaptée d'après celle de F. Cavazza in Aulus Gelle, Les Nuits Attiques, Zanichelli., Is demum miser est, qui aerumnam suam nesciat occulte
ferre: Ita me uxor forma et factis facit, si taceam, tamen indicium,
Quae nisi dotem omnia quae nolis habet: qui sapiet de me discet,
Qui quasi ad hostis captus liber servio salva urbe atque arce.
Dum eius mortem inhio, egomet inter vivos vivo mortuus.
Quaen mihi quidquid placet eo privatum it me servatam <velim>?
Ea me clam se cum mea ancilla ait consuetum. id me arguit:
Ita plorando orando instando atque obiurgando me optudit,
Eam uti venderem. nunc credo inter suas
Aequalis, cognatas sermonem serit:
'Quis vostrarum fuit integra aetatula
Quae hoc idem a viro
Impetrarit suo, quod ego anus modo
Effeci, paelice ut meum privarem virum?'
Haec erunt concilia hocedie: differar sermone misere.

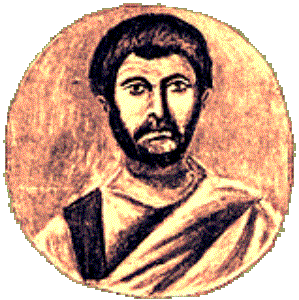
Portait de Térence, du codex Vaticano Latino 3868 (X, Bibliothèque Vaticane).

De la palliata de Plaute, Caecilius réutilisa aussi le langage varié, vivace et exubérant, son attention centrée sur la recherche de la parole colorée et soudaine , mais évita toute référence à l'actualité romaine à laquelle Plaute avait souvent fait recours.
En outre, sa majeure fidélité aux originaux grecs, sa prédilection pour Ménandre et le premier approfondissement psychologique des personnages sont un témoignage des développements que Caecilius apporta au modèle de Plaute . Il se préoccupa d'apporter un meilleur soin aux pensées et aux actions de ses personnages en analysant finement les sentiments et en les rendant cohérents avec les faits racontés.
Les détails qui distinguent l'œuvre de Caecilius de celle de son modèle Plaute sont toutefois nombreux : 
- Dans Synephebi le personnage de meretrix (courtisane), dans la palliata traditionnellement avide et vénale, apparaît

a contrario généreux et désintéressé, prêt à se sacrifier pour l'adulescens aimé.
Caecilius est aussi l'auteur de quelques textes au ton grave et pathétiques sur le thème de la vieillesse , et d'autant de caractère plus général sur l'existence humaine ,: de situations comiques et farceuses, il sut donc prendre prétexte pour ébaucher des réflexions sérieuses.
L'œuvre de Caecilius se situe enfin à mi-chemin entre Plaute et Térence en ce qui concerne l'élaboration de l'idéal qui au Ier siècle av. J.-C. aurait pris le nom de humanitas: Plaute avait écrit Asinaria, «lupus est homo homini, non homo, quom qualis sit non novit» («l'homme est un loup pour l'homme, au cas où l'on ignore qui il est »), en soutenant qu'un homme inconnu devrait être traité comme une bête sauvage. Caecilius par contre écrivit «homo homini deus est, si suum officium sciat» (« l'homme est un dieu pour l'homme, s'il connaît son propre devoir ») : influencé par la philosophie stoïque, dont les enseignements étaient probablement repris et relaborés par les représentants du ‘’circolo degli Scipioni’’ et par Térence qui aurait enfin écrit : « homo sum, humani nihil a me alienum puto», Caecilius soutint que les hommes devaient être solidaires entre eux et se rendre service mutuellement : cela devait être le devoir de tout homme.

## Postérité
Le prologue de Hecyra de Térence témoigne comme les comédies de Caecilius parallèlement à ce qui était arrivé à Ménandre en Grèce eurent du mal à atteidre le succès tant que Plaute était en vie : Le public romain qui appréciait le caractère comique de la palliata plautine, ne pouvait apprécier pleinement l'approfondissement psychologique que Caelius réservait à ses personnages, ni la recherche de la vraisemblance des trames . Après la mort de Plaute, les œuvres de Caecilius eurent un important succès et finirent par s'affirmer par rapport à celles d'autres auteurs.
Au cours de la première moitié du Ier siècle av. J.-C., l'érudit Volcatius Sedigitus rédigea une liste des principaux poètes comiques en reconnaissant la supériorité de Caecilius par rapport à tous les autres :

« Nous avons vu beaucoup, incertains, rivaliser sur ce problème : à quel poète comique attribuer la palme. Grâce à mon critique je vais t'éclairer sur cette incertitude, jusqu'au moment, si quelqu'un penserait différemment, j'arrête de le faire. J'attribue la palme au poète comique  Caecilius Statius. Plaute, comme second, dépasse facilement les restants. Ensuite Naevius, qui brule, à la troisième place. S'il devait y avoir une quatrième place, je l'attribuerais à Licinius. Ensuite j'estime que Attilius suivrait Licinius. À la sixième Térence, Sextus Turpilius septième, Quintus Trabea le huitième, et j'estime que facilement à la neuvième place se placerait Luscius Lanuvinus. Au dixième j'ajoute par son ancienneté Ennius. »

— Aule Gelle, Noctes Atticae, XV, 24., multos incertos certare hanc rem vidimus,
palmam poetae comico cui deferant.
eum meo iudicio errorem dissolvam tibi,
ut, contra si quis sentiat, nihil sentiat.
Caecilio palmam Statio do comico.
Plautus secundus facile exsuperat ceteros.
dein Naevius, qui fervet, pretio in tertiost.
si erit, quod quarto detur, dabitur Licinio.
post insequi Licinium facio Atilium.
in sexto consequetur hos Terentius,
Turpilius septimum, Trabea octavum optinet,
nono loco esse facile facio Luscium.
decimum addo causa antiquitatis Ennium.
Bien qu'il s'agisse d'une opinion personnelle, il est probable que les vues de Volcacius étaient partagées par les autres philologues contemporains.
- Varron : Peu de temps après, Varron soutint que Caecilius méritait parmi tous les comédiographes la palme in argumentis, c'est-à-dire pour l'intrigue [9]: Varron donc reconnaissait probablement à Caecilius le mérite d'avoir effectué un choix attentif parmi les originaux grecs à traduire, donnant la préférence à ceux où l'intrigue était plus vraisemblable ou mieux construite[7].
- Cicéron avait un avis différent. Il considérait la langue de Caecilius encore « impure » et attribuait ce défaut aux origines étrangères du dramaturge [2]:

« J'omets Gaius Lelius et Publio Scipion ; c'est vraiment à cette époque que l'on avait autant d'opportunité de parler un bon latin que de posséder une intégrité morale ; toutefois cela n'était pas à la portée de tous. En effet, nous voyons que parmi leurs contemporains, Caecilius et Pacuvius parlaient mal, mais à cette époque tous ceux qui n'avaient pas vécu à l'extérieur de cette ville [Rome] et qui n'avaient pas été contaminés par un quelconque usage barbare, parlaient correctement. »

— Cicéron, Brutus, 258., mitto C. Laelium P. Scipionem: aetatis illius ista fuit laus tamquam innocentiae sic Latine loquendi--nec omnium tamen; nam illorum aequales Caecilium et Pacuvium male locutos videmus --: sed omnes tum fere, qui nec extra urbem hanc vixerant neque eos aliqua barbaries domestica infuscaverat, recte loquebantur.

« Je n'ai pas suivi l'exemple de Caecilius qui constitue un mauvais modèle pour la langue latine, mais de Térence dont les œuvres, par l'élégance du langage, faisaient supposer écrites par Gaius Lelius. »

— Cicéron, Epistulae ad Atticum, VII, 3, 10., secutusque sum non dico Caecilium [...] (malus enim auctor latinitatis est), sed Terentium cuius fabellae propter elegantiam sermonis putabantur a C. Laelio scribi [...]
Toutefois, le même Cicéron reconnut, comme Volcacius Sedigitus et les philologues de son époque, la supériorité de Caecilius sur les autres poètes comiques.
- Horace donna un avis positif sur l'œuvre de Caecilius :

« Quand on se demande quel est le plus important [des poètes], on désigne Pacuvius « le vieux érudit » ,  Accius « le sublime » , Afranius  « portant la toge, mais doté de la sensibilité de Ménandre », Plaute « original comme son modèle, le sicilien Épicharme », Caecilius « le plus profond », Térence « le plus fin » . »

— Horace, Epistulae, II, 1, 59., ambigitur quotiens, uter utro sit prior, aufert
Pacuvius docti famam senis, Accius alti,
dicitur Afrani toga convenisse Menandro,
Plautus ad exemplar Siculi properare Epicharmi,
vincere Caecilius gravitate, Terentius arte.
- Velleius Paterculus était du même avis :

« Si on ne remonte par le discours aux expressions maladroites et rudes, louables par leur nouveauté, la tragédie romaine se termine avec Accius et tous ceux qui l'imitèrent ; et les élégantes facéties de la subtilité latine  resplendirent exclusivement avec Caecilius, Térence, Afranius pratiquements contemporains »

— Velleio Patercolo, Historiae Romanae, I, 17, 1., [...] nisi aspera ac rudia repetas et inventi laudanda nomine, in Accio circaque eum Romana tragoedia est; dulcesque Latini leporis facetiae per Caecilium Terentiumque et Afranium subpari aetate nituerunt.
- Quintilien exprima lui un avis négatif, étendu à tout le genre comique. Il estima en particulier que les œuvres de Térence étaient supérieures à celles des autres auteurs :

« Dans la comédie, plus que dans tout autre genre, laissent à désirer, quel que soit l'avis de Varron, citant la phrase de Aelius Stilo, que si les Muses auraient voulu parler latin, elles l'auraient fait dans la langue de Plaute, nonobstant les louanges que les anciens adressèrent à Caecilius et bien que les œuvres de Térence soient attribuées à Scipion l'Africain (elles sont toutefois plus raffinées dans ce genre et auraient été encore plus belles si elles étaient écrites seulemeent en trimètres iambiques. »

— Quintilianus, Institutiones, X, 1, 99., In comoedia maxime claudicamus. Licet Varro Musas, Aeli Stilonis sententia, Plautino dicat sermone locuturas fuisse si Latine loqui vellent, licet Caecilium veteres laudibus ferant, licet Terenti scripta ad Scipionem Africanum referantur (quae tamen sunt in hoc genere elegantissima, et plus adhuc habitura gratiae si intra versus trimetros stetissent).

## Critique moderne
Par rapport à la critique antique, celle moderne et contemporaine se trouve dans l'impossibilité d'évaluer l'œuvre de Caecilius dont il ne reste que quelques fragments, insuffisants pour se faire une idée précise. Sa figure apparaît plutôt ambiguë, en partie liée au modèle de Plaute et en partie anticipatrice de celui de Térence : son style se distingue par une « tension » qui n'arrive pas à atteindre pleinement la créativité de Plaute ni la correction et la naturalité de Térence. À Caecilius on reconnaît le mérite d'avoir agi comme passage entre la palliata de Plaute et celle de Térence, permettant le développement successif dans tous les genres d'une littérature complètement hellénisée dans son contenu et dans son style.

#### Sources antiques
- (la) Aulu-Gelle, Nuits Attiques
- (la) Horace, Epistulae
- Jérôme de Stridon, Chronicon
- (la) Térence, Heautontimorumenos, Hecyra
- Cicéron, Brutus de eloquentia, De finibus bonorum et malorum, De optimo genere oratorum, Epistulae ad Atticum
- Jérôme de Stridon, Chronicon
- Plaute, Asinaria
- Quintilien, Institution oratoire
- Suétone, Vita Terentii
- Varron, Saturae Menippeae
- Velleius Paterculus, Historiae romanae ad M. Vinicium libri duo

#### Éditions critiques des fragments
- (it) Tommaso Guardì, Caecilius Statius. I frammenti, Palerme, Palumbo, 1974
- (it) Ribbeck Otto, Scaenicae Romanorum poesis fragmenta, Leipzig, Biblioteca Teubneriana, 1898, p. 40-94.
- (it) E. H. Warmington, Remains of Old Latin, I, Cambridge (Massachusetts), Loeb, 1935

#### Littérature critique
- (it) William Beare (traduction de Mario De Nonno), I Romani a teatro, Rome-Bari, Laterza, 2008, 293 p. (ISBN 978-88-420-2712-6)
- (it) Gabriele Livan, Appunti sulla lingua e lo stile di Cecilio Stazio, Bologne, Pàtron, 2005, 127 p. (ISBN 978-88-555-2804-7)
- (it) Giancarlo Pontiggia et Maria Cristina Grandi, Letteratura latina. Storia e testi, Milan, Principato, 1996 (ISBN 978-88-416-2188-2)
- (it) Alfonso Traina, Comoedia. Antologia della palliata, Padoue, CEDAM, 1969
- (it) Alfonso Traina, Vortit barbare. Le traduzioni poetiche da Livio Andronico a Cicerone, Rome, Edizioni dell'Ateneo, 1974

#### Publications scientifiques en langue italienne
- L. Alfonsi, Sul v. 265 Ribbeck di Cecilio Stazio, Revue Dioniso, volume 18, 1955, p. 3-6
- L. Alfonsi, Su un verso di Cecilio Stazio, Revue Dioniso, volume 40, 1966, p. 27-29
- R. Argenio, I frammenti di Cecilio Stazio, Revue RSC, volume 13, 1965, p. 257-277
- Silvano Boscherini, Norma e parola nelle commedie di Cecilio Stazio, Revue SIFC, volume 17, numero 1, 1999, p. 99-115
- (it) M.T. Camilloni, « Una ricostruzione della biografia di Cecilio Stazio », Maia, vol. 9,‎ 1957, p. 115-143
- M.T. Camilloni, Su alcuni frammenti di Cecilio Stazio, Revue Vestigia degli antichi, 1985, p. 212-222
- Mario De Nonno, Cecilio Stazio 34-35 R.3 in Festo p. 118 L., Révue Scritti per G. Morelli, 1997, p. 233-248
- P. Frassinetti, Cecilio Stazio e Menandro, Revue Studi di poesia latina in onore di A. Traglia, 1979, p. 77-86
- Tommaso Guardì, Un nuovo frammento di Cecilio Stazio, Revue Pan, volume 18-19, 2001, p. 263-264
- Linda Meini, Né fiore né feccia, Revue Lexis, volume 22, 2004, p. 415-417
- Lidia Monacelli, La tradizione e il testo a proposito di Cecilio Stazio, rivista Schol(i)a, volume 7, numero 3, 2005, p. 39-79
- Salvatore Monda, Le citazioni di Cecilio Stazio nella Pro Caelio di Cicerone, rivista GIF, volume 50, numero 1, 1998, p. 23-29
- Cesare Questa, Tentativo di interpretazione metrica di Cecilio Stazio vv. 142-157 R (Plocium), Revue Poesia latina in frammenti, 1974, p. 132-177
- R. Reggiani, Sulla morte di Cecilio Stazio. Una messa a punto del problema, rivista Prometheus, volume 3, 1977, p. 69-74
- Alfonso Traina, Sul « vertere » di Cecilio Stazio, rivista AIV, volume 116, 1957  1958, p. 385-393

#### Publications scientifiques en autres langues
- (en) Anne H. Groton, Planting trees for Antipho in Caecilius Statius' Synephebi, Revue Dioniso, volume 60, 1990, p. 58-63
- (en) H. Jacobson, Trees in Caecilius Statius, Revue Mnemosyne, volume 30, 1977, p. 291
- (en) Knut Kleve, How to read an illegible papyrus, Revue Cerc, volume 26, 1996, p. 5-14
- (en) Knut Kleve, Caecilius Statius, « The money-lender », Revue XXII congresso internazionale di papirologia, volume 2, 2001, p. 725
- (de) Christoph Riedweg, Menander in Rom – Beobachtungen zu Caecilius Statius Plocium fr. I (136–53 Guardì), Revue Drama, volume 2, 1993, p. 133-159
- (en) R. Rocca, Caecilius Statius mimicus?, Revue Maia, volume 29-30, 1977, p. 107-111
- (en) Ludwika Rychlewska, Caecilius Statius, poeta vetus novusque, Revue Eos, volume 78, 1990, p. 297-314